# Werner Flach (Politiker)
Werner Flach (* 21. Januar 1936 in Nieder-Weisel; † 19. Februar 2023 in Freiburg im Breisgau) war ein deutscher Politiker (CDU) und Abgeordneter des Hessischen Landtags.

## Ausbildung und Beruf
Werner Flach machte 1956 Abitur und studierte an der TH München und TH Darmstadt. Das Studium schloss er 1962 als Diplom-Ingenieur (Maschinenbau) ab und promovierte 1967, nachdem er zwischenzeitlich als wissenschaftlicher Mitarbeiter am Institut für Heizungs- und Trocknungstechnik der TH Darmstadt bei Otto Krischer geforscht hatte. Seit 1968 war er Geschäftsführer der Imhof & Co. GmbH in Bad Nauheim.

## Politik
Werner Flach war Mitglied der CDU und in seiner Partei in verschiedenen Vorstandsämtern aktiv. So war er stellvertretender CDU-Ortsvorsitzender und Mitglied des Bezirksvorstands Mittelhessen. Kommunalpolitisch war er in Bad Nauheim Stadtverordneter und Kreistagsabgeordneter nach 1968.
Vom 5. Dezember 1972 bis zum 30. November 1974 war er Mitglied des Hessischen Landtags und 1974 Mitglied der 6.  Bundesversammlung. Vom 1. September 1976 bis 31. August 2000 war er vier Amtszeiten lang hauptamtlicher Erster Stadtrat der Stadt Bad Nauheim.
Werner Flach war Mitglied der Synode der Evangelischen Kirche in Hessen und Nassau.